# Klok (tijd)

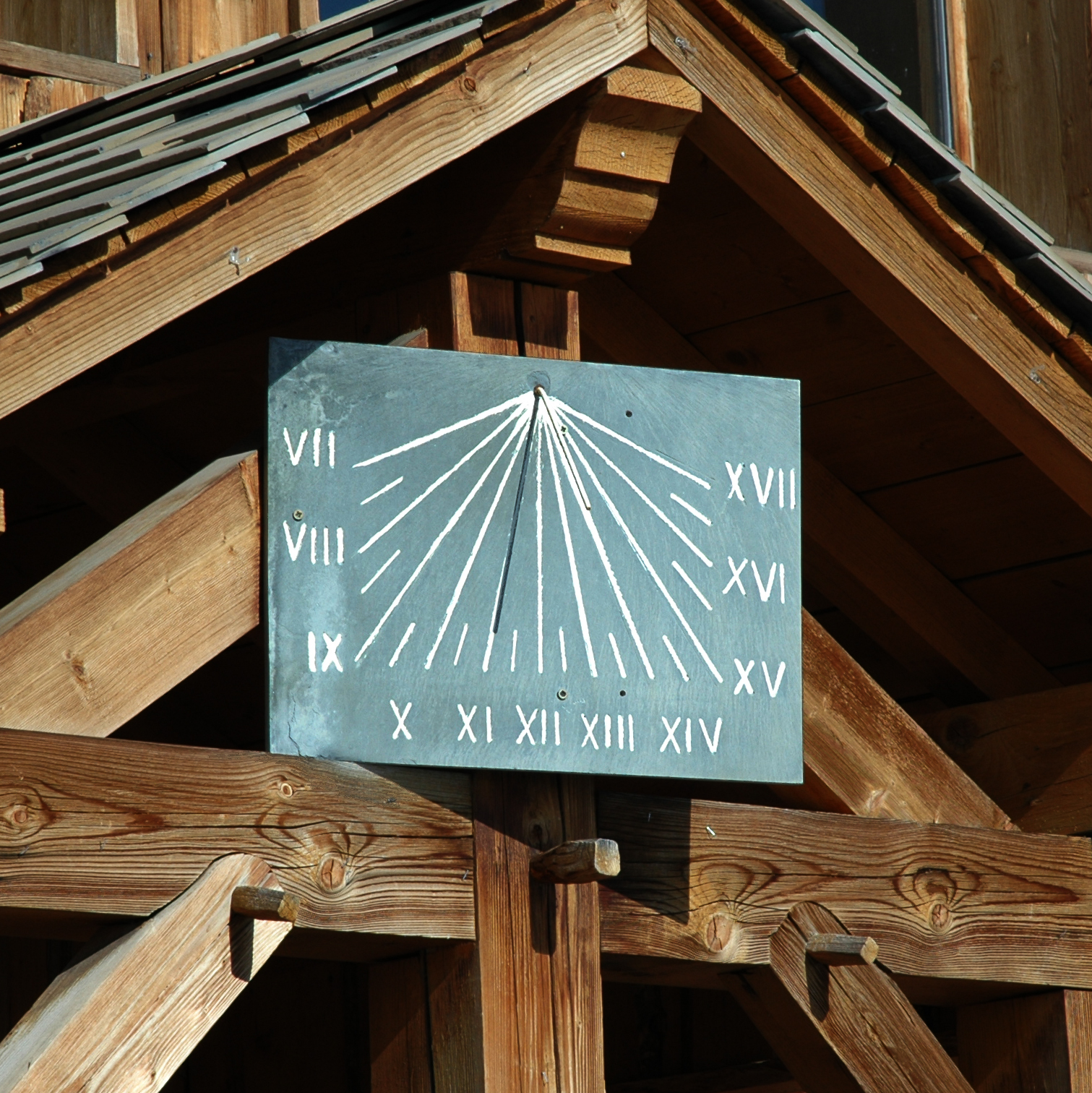
Zonnewijzer

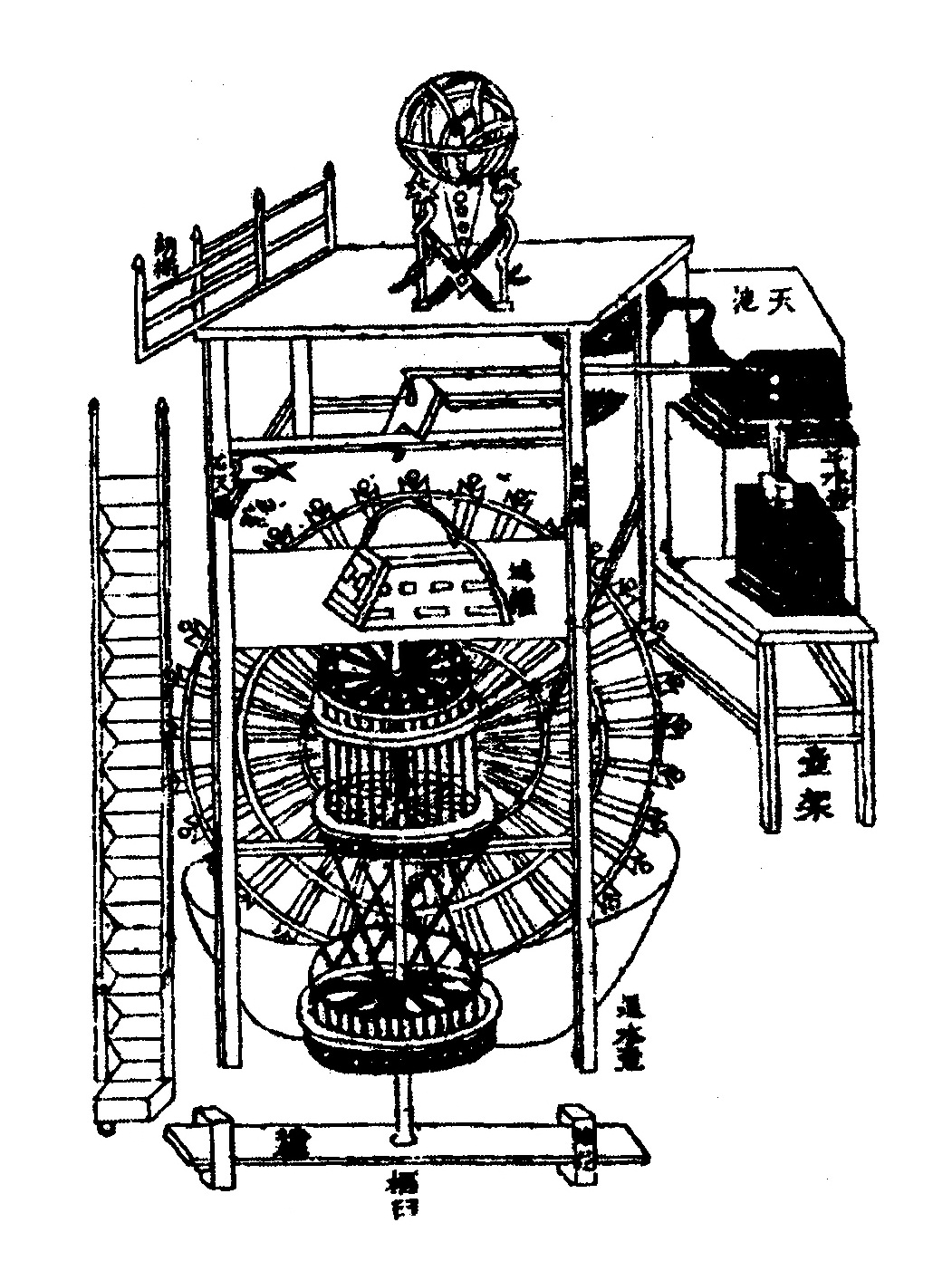
Klokkentoren uit de Song-dynastie

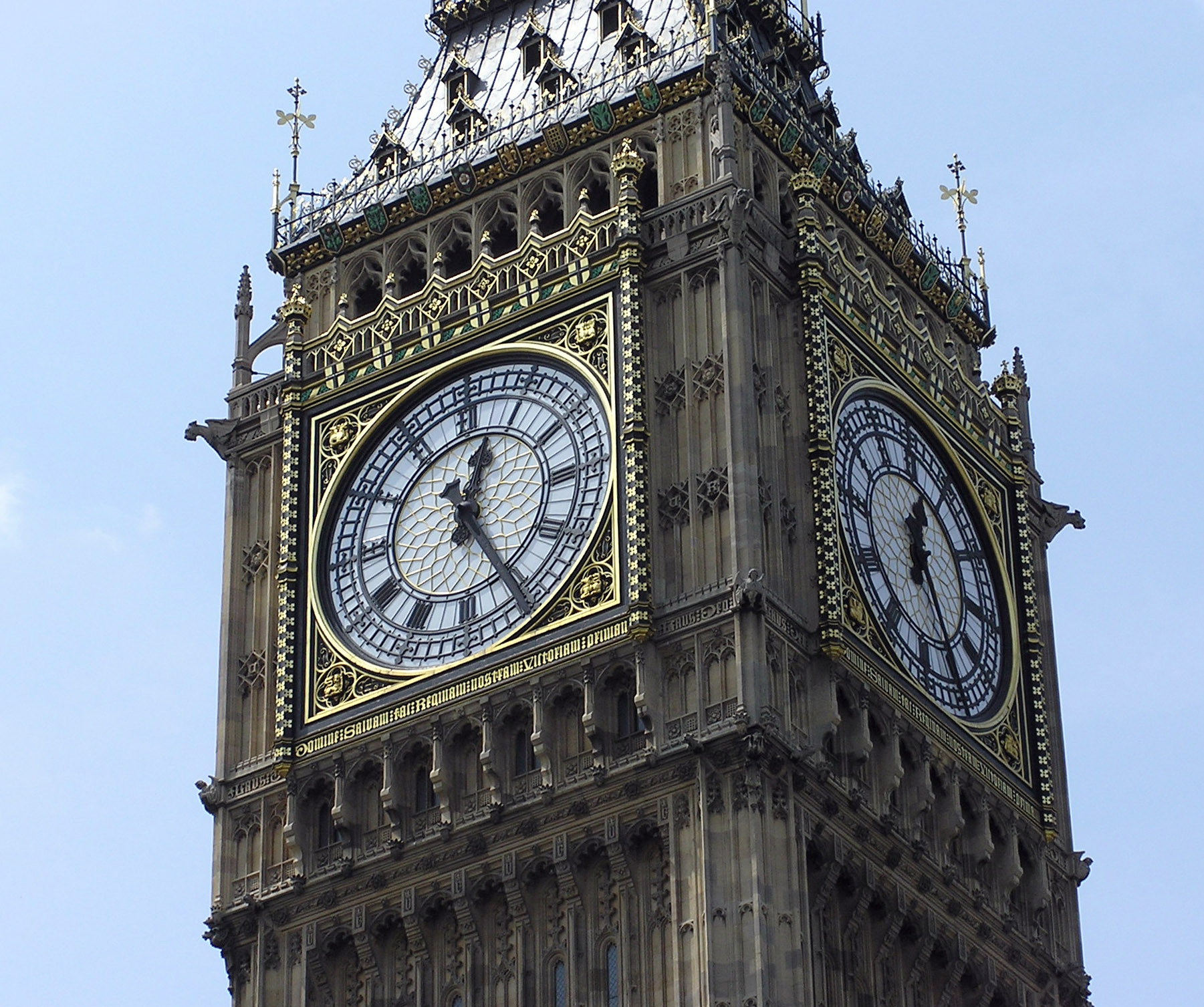
Klokken van Clock Tower van de Houses of Parliament

Een klok of uurwerk is een toestel (of computerprogramma/app) dat de tijd van de dag aangeeft. Varianten of extra functies zijn een wekker, een stopwatch en een timer/aftelklok/kookwekker.
Voor een draagbare klok is in de 20ste eeuw de term horloge gangbaar geworden, terwijl het Frans het gebruik van dit woord is gaan beperken tot vast opgestelde klokken.

## Techniek
De eerste klokken waren (als deze zo genoemd kunnen worden) zonnewijzers waarbij de schaduw van de stift, die zich verplaatst als gevolg van de draaiing van de aarde, een maat voor de tijd aangaf. Via zandlopers en allerlei andere mechanismen werd uiteindelijk het mechanische slingeruurwerk uitgevonden. Vanaf dat moment was de tijd met enige nauwkeurigheid te meten. De uitvinding van de mechanische klok wordt toegeschreven aan de Fransman Gerbert (later paus Silvester II), die leefde rond de 10e eeuw. Tot aan de Nieuwe Tijd was een klok de ingewikkeldste machine die men kon maken.
Op zee is een slingeruurwerk onbruikbaar. Pas na de uitvinding van de onrust kon ook daar de tijd nauwkeurig gemeten worden, wat de nauwkeurigheid van de navigatie ten goede kwam. De zonnestand hangt immers samen met de tijd en de positie op zee.
Klokken met een slinger en met een onrust zijn in nauwkeurigheid vergelijkbaar. Een afwijking van ten hoogste een minuut per week is mogelijk.
Een klok op wisselstroom is vaak gebaseerd op de frequentie daarvan.
Nog nauwkeuriger is het gebruik van een kwartskristal, waarvan de werking berust op piëzo-elektriciteit, vervorming als gevolg van een elektrische spanning en omgekeerd. Een afwijking van minder dan één seconde per week is voor een kwartsuurwerk haalbaar.
De nauwkeurigste klokken zijn atoomklokken, die rechtstreeks op de definitie van de seconde gebaseerd zijn.
Naast de zonnewijzer zijn er ook moderne klokken die de tijd van een externe bron betrekken: bv. radiografische klokken.

## Tijdweergave

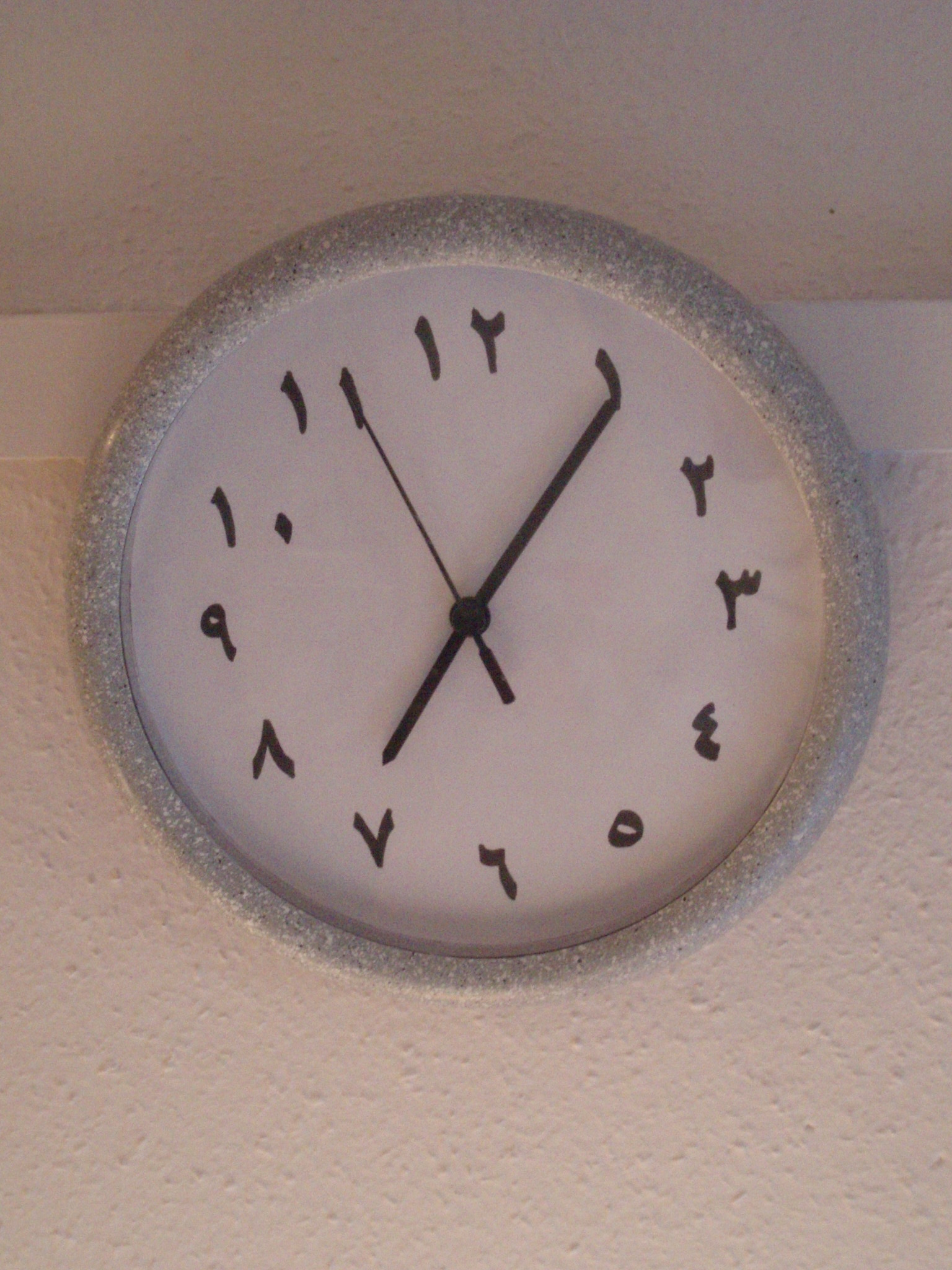
Arabische wijzerplaat

We kunnen klokken ook onderscheiden naar de manier van tijdweergave:
- analoog
- digitaal

Een analoge klok heeft gewoonlijk een wijzerplaat en twee of drie door het uurwerk aangedreven wijzers, bevestigd aan concentrische assen, die door het midden van de wijzerplaat steken. De rest van het mechaniek bevindt zich dan achter de wijzerplaat. De volgorde waarin de wijzers liggen, is vrijwel altijd dezelfde. De enige uitzondering is de wekwijzer die zich op of onder de uurwijzer kan bevinden en dan op een verschillende manier functioneert. De wekwijzer wordt hieronder dan ook apart behandeld.
- De secondewijzer ligt bovenop. Meestal is dit een lange, dunne wijzer, soms van een afwijkende kleur om verwarring met de andere wijzers te voorkomen. Er zijn ook klokken met een korte secondewijzer op een apart, klein wijzerplaatje. Veel uurwerken hebben geen secondewijzer. De secondewijzer maakt een omwenteling per minuut (60 seconden) en soms zijn de getallen 0 t/m 59 (of alleen de veelvouden van vijf) langs de omtrek van de wijzerplaat vermeld. Over het algemeen wordt de secondewijzer niet goed gelijk gezet: het is mogelijk dat de minuutwijzer precies een minuut aanwijst terwijl de secondewijzer niet naar boven wijst.
- Onder de secondewijzer bevindt zich de minuutwijzer, ook wel grote wijzer genoemd. Deze is dikker dan de secondewijzer. De minuutwijzer draait in een uur (60 minuten) rond. Staan de getallen 0 t/m 59 langs de omtrek van de wijzerplaat, dan gelden die ook voor de minuutwijzer. Een klok kan vaak gelijk worden gezet door met de hand de minuutwijzer vooruit te duwen. De uurwijzer draait dan vanzelf ook verder, de secondewijzer echter niet.
- Onder de minuutwijzer bevindt zich de uurwijzer of kleine wijzer. Deze is korter dan de minuutwijzer en vaak meer versierd. Hij maakt één omwenteling per twaalf uur. Terwijl de getallen 0 t/m 59 (voor de minuutwijzer en secondewijzer) meestal ontbreken, staan meestal wel de getallen van 1 t/m 12 langs de omtrek en soms daarnaast ook de getallen van 13 t/m 23. De getallen kunnen ook streepjes of andere symbolen zijn. De oudste uurwerken hebben alleen een uurwijzer, omdat ze niet zeer nauwkeurig zijn en men voorheen weinig belang stelde in een nauwkeurige tijdsaanwijzing.
- Een klok kan vaak ook als wekker dienen en heeft dan ook een wekwijzer waarmee de wektijd wordt ingesteld.
  - Bij veel wandklokken bevindt de wekwijzer zich op de uurwijzer. Hij draait met de uurwijzer mee en kan met de hand ten opzichte van de uurwijzer versteld worden. Staat de wekwijzer bovenaan, dan loopt de wekker af. Op de uurwijzer, vlak bij de as, staan de getallen van 1 t/m 12 gegraveerd om behulpzaam te zijn bij het instellen van de wektijd.
  - Een kleine wekker heeft de wekwijzer onder de uurwijzer. Deze draait niet met het uurwerk mee, maar wordt door de gebruiker op een gewenst uur ingesteld. Loopt de uurwijzer over de wekwijzer, dan loopt de wekker af.

Ten slotte kunnen veel klokken de datum, de maand, de weekdag en de maanstand aangeven. De aanduiding daarvan is meestal met cijfers of letters achter een venstertje.
Klokken met een slinger of onrust zijn gewoonlijk analoog.
Een digitale klok geeft de uren en de minuten, en soms ook de seconden, als getallen weer. De uren kunnen als de getallen van 0 t/m 23 worden getoond, of als de getallen 1 t/m 12 in navolging van de analoge klok, maar dan met de toevoeging AM (ante meridiem) voor "vóór de middag" of PM (post meridiem) voor "na de middag". Soms is er dan nog een aanduiding voor de daghelft. De minuten en seconden worden als de getallen 00 t/m 59 weergegeven.
De eierwekker telt, na op een bepaalde tijd te zijn ingesteld, de tijd terug naar de nulpositie, geeft dan een geluidssignaal en stopt.
In veel apparaten is een klok ingebouwd, bijvoorbeeld in een videorecorder, computer, prikklok, oven, magnetron of wekkerradio. Deze klokken dienen vaak niet alleen om de tijd aan te geven maar ook om gebeurtenissen op een bepaalde tijd te doen plaatsvinden of om het tijdstip of de tijdsduur van bepaalde gebeurtenissen te registreren. De tijd wordt meestal alleen getoond als het apparaat niet in gebruik is, is het apparaat in bedrijf, dan wordt het schermpje voor iets anders gebruikt: bij een radio de ontvangstfrequentie, bij een magnetron de ingestelde kookduur.

### Romeinse cijfers
Veel analoge klokken hebben Romeinse cijfers op de wijzerplaat. Daarbij wordt haast altijd de 4 voorgesteld als 'IIII' terwijl de moderne schrijfwijze van Romeinse cijfers 'IV' voorschrijft. Hierbij moet worden opgemerkt dat 'IIII' vanouds geoorloofd was. Er bestaan verschillende theorieën waarom men op een uurwerk steeds 'IIII' schrijft, bijvoorbeeld omdat men de beginletters van de naam van Jupiter (IVPITER) wil vermijden, of omdat men op de wijzerplaat even vaak de tekens X en V wil gebruiken, of vanwege een esthetisch-typografisch gunstiger evenwicht tussen links VII - VIII - IX en rechts omhooggaand V - IIII - III. Een beroemde uitzondering is de wijzerplaat van Big Ben.

## Telefonische tijdmelding

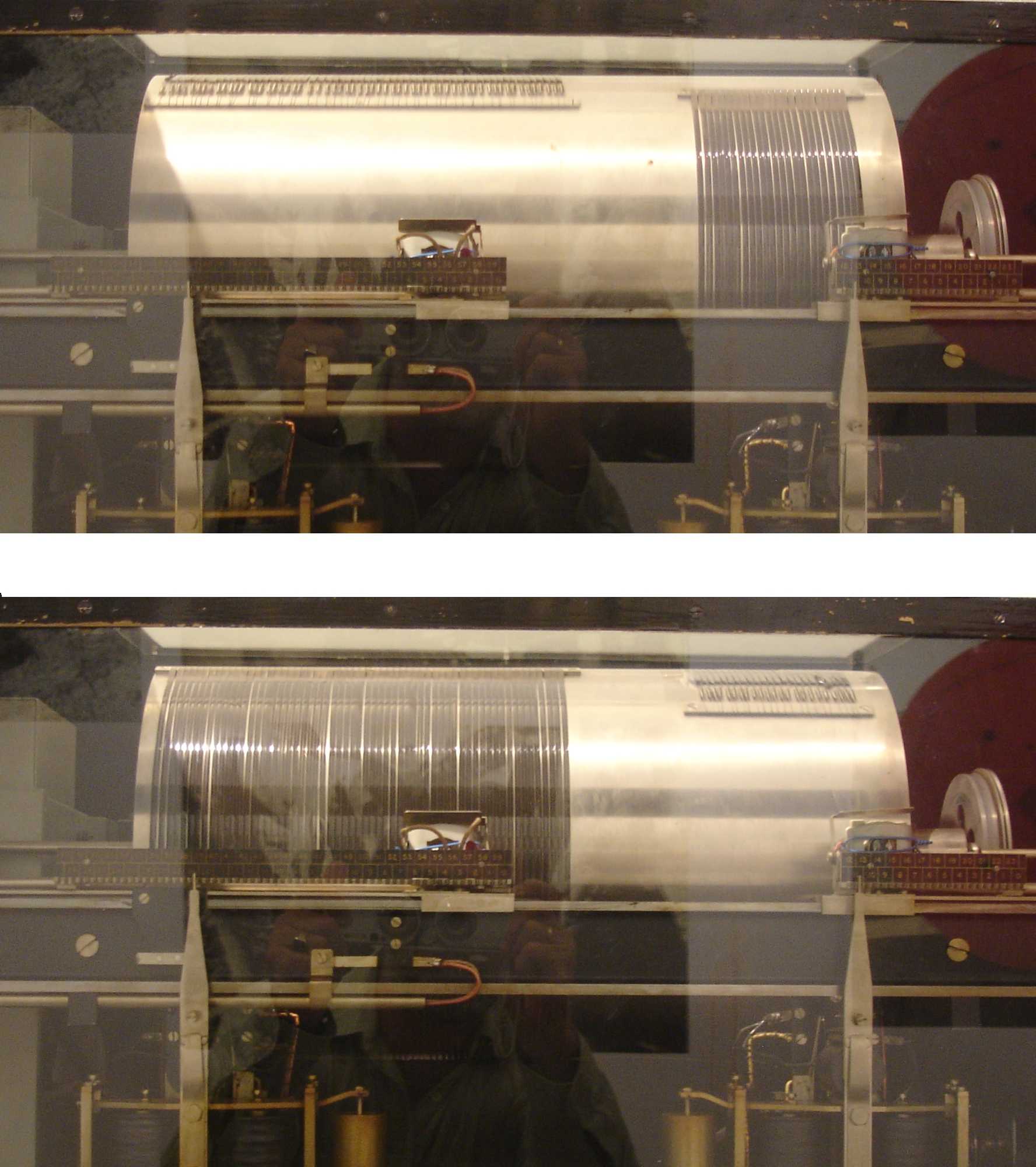
Tijdmeldingmachine van de PTT

De telefonische tijdmelding lijkt wel een beetje op een repetitiewerk. Hier gaat het echter om een klok die constant de tijd uitspreekt, maar die alleen hoorbaar is voor degene die op de knop drukt (dat wil zeggen die het telefoonnummer van de tijdmelding kiest).
Het hiernaast afgebeelde toestel was van 1934 tot 1969 bij de Nederlandse PTT in gebruik. Met name het bedrijfslaboratorium van de PTT, het Dr. Neherlaboratorium, heeft hierbij een belangrijke rol gespeeld. Het apparaat werkt met een draaiende trommel waarop zich filmstroken bevinden - net zulke stroken als bij een geluidsfilm worden gebruikt. De bovenste foto toont aan de rechterkant 24 stroken waarop de uren zijn ingesproken: "0 uur", "1 uur" tot en met "23 uur". Achter een van de stroken bevindt zich een lampje dat door de strook op een lichtgevoelige cel schijnt, waardoor de spraak via de telefoon hoorbaar wordt. Een halve omwenteling later (onderste foto) is het rechterdeel van de trommel dicht en zien we het linkerdeel waarop de minuten staan van "nul" tot "negenenvijftig". Ook achter een van deze stroken bevindt zich een lampje. Elke minuut worden de lampjes verplaatst zodat een andere tijd hoorbaar wordt.
De filmstroken werden ingesproken door Cor Hoogendam, de schoonzuster van de uitvinder Leeuwrik. Het verhaal gaat dat het dochtertje van de uitvinder aanwezig was toen het toestel feestelijk in bedrijf werd genomen en dat ze verbaasd riep "Dat is tante Cor!" toen ze de stem hoorde. Sindsdien wordt de telefonische tijdmelding achter de schermen "Tante Cor" genoemd. Van 1968 tot 1992 sprak Willy Brill de tijdmelding in, daarna Joke van Diessen. Joke van Diessen was nieuwslezer bij de NOS, het ANP en regionale omroepen.
Tegenwoordig kan men het betaalnummer 0900-8002 drukken om de tijdmelding te horen, waar dat voorheen 002 (K 02) en later 06-8002 was.

## Uitvoering
Een derde onderscheid is de uitvoering: slingerklokken zijn voor een goede werking afhankelijk van een onbeweeglijke opstelling en zijn daarom als hangklok of staande klok uitgevoerd. Andere klokken kennen meer uitvoeringen: als horloge (draagbare klok), wekker, etc.
Op grond van de uitvoering maken vooral antiquairs en kunsthistorici weer een onderscheid op basis van
- de herkomstregio, bijvoorbeeld een Friese staartklok, een Friese stoelklok, een Sallander klok, een Zaanse klok of een Engelse lantaarnklok;
- de periode van fabricage die veelal samenvalt met een bepaalde stijlperiode, bijvoorbeeld een Louis XVI-klok, of een klok in Empire-stijl;
- de figuur die als ornament de klok siert, bijvoorbeeld een koekoeksklok of een paardjesklok.
- het uurwerk in de klok, zie Slingeruurwerk (uurwerk)
- meerdaags of eendaags uurwerk
- met of zonder slagwerk, wekkerwerk of speelwerk, sommige klokken geven eenmaal per uur, half uur of kwartier een geluidssignaal.

### Meerdaags of eendaags uurwerk
De meeste klokken hebben een meerdagsuurwerk; meestal is dat acht dagen zodat de klok eenmaal per week moet worden opgewonden. Er zijn ook uurwerken met een maand looptijd en van een jaar (de jaarpendule). Het absolute summum is de Atmos-klok die zonder menselijk ingrijpen eeuwig loopt (deze klok werkt op temperatuurverschillen van de lucht).
Het eendaagsuurwerk loopt ongeveer dertig uur en is eenvoudiger van constructie en daardoor goedkoper. Dit uurwerk wordt aangetroffen in onder meer koekoeksklokken, staart- en stoelklokken, goedkope uitvoeringen van de Engelse staande klok en in Amerikaanse industrieel vervaardigde klokken (cottage clock, steeple klok) die rond het begin van de 19e eeuw populair waren. Door de eenvoudige constructie lopen deze uurwerken heel gemakkelijk en zijn ze minder gevoelig voor scheefstand of afstellingsfouten. De nauwkeurigheid laat veelal wel te wensen over.

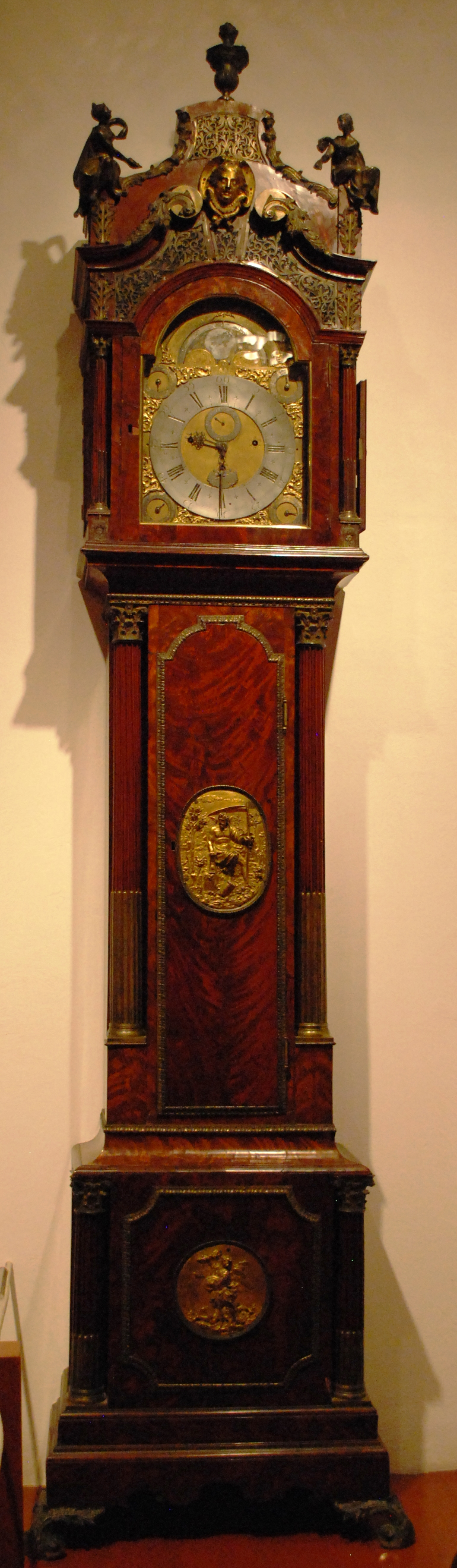
Staand horloge
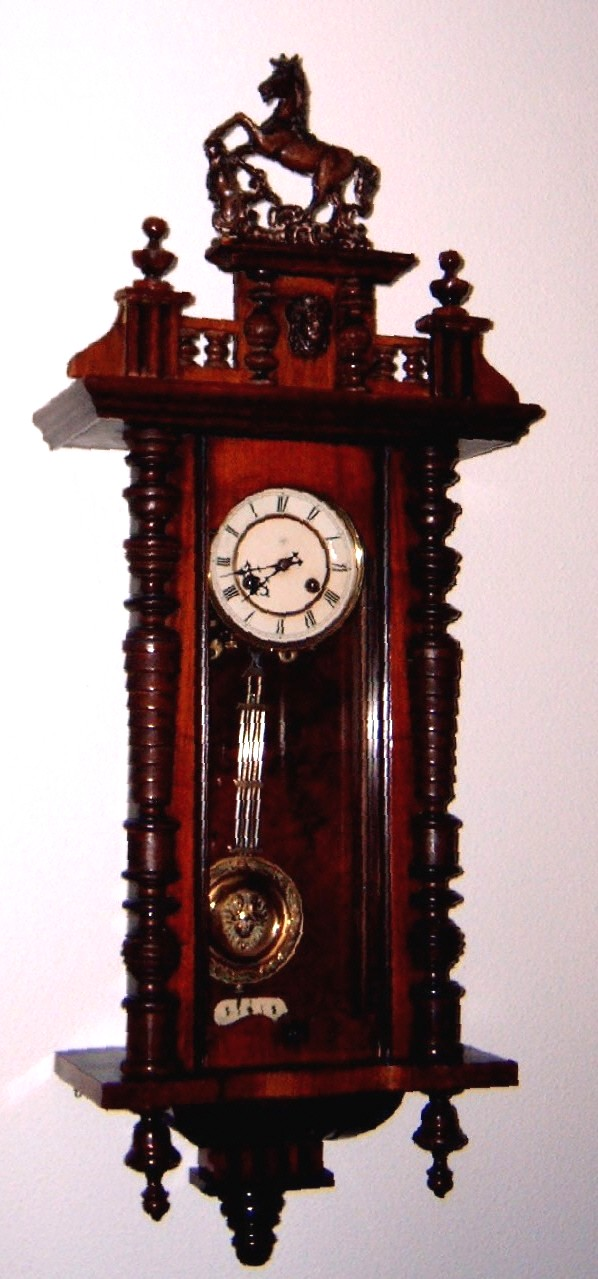
Paardjesklok
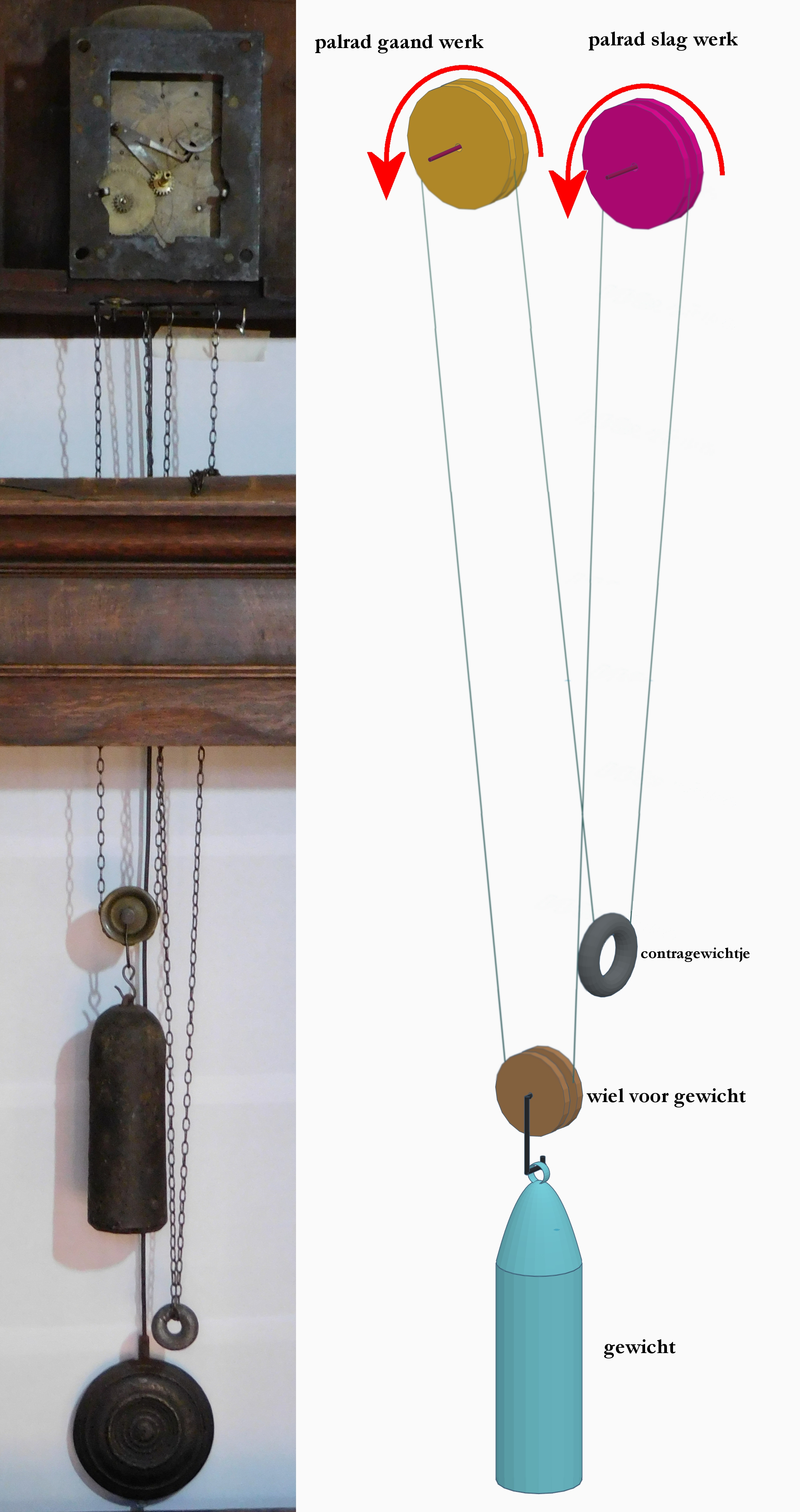
Eendaagsuurwerk met slag
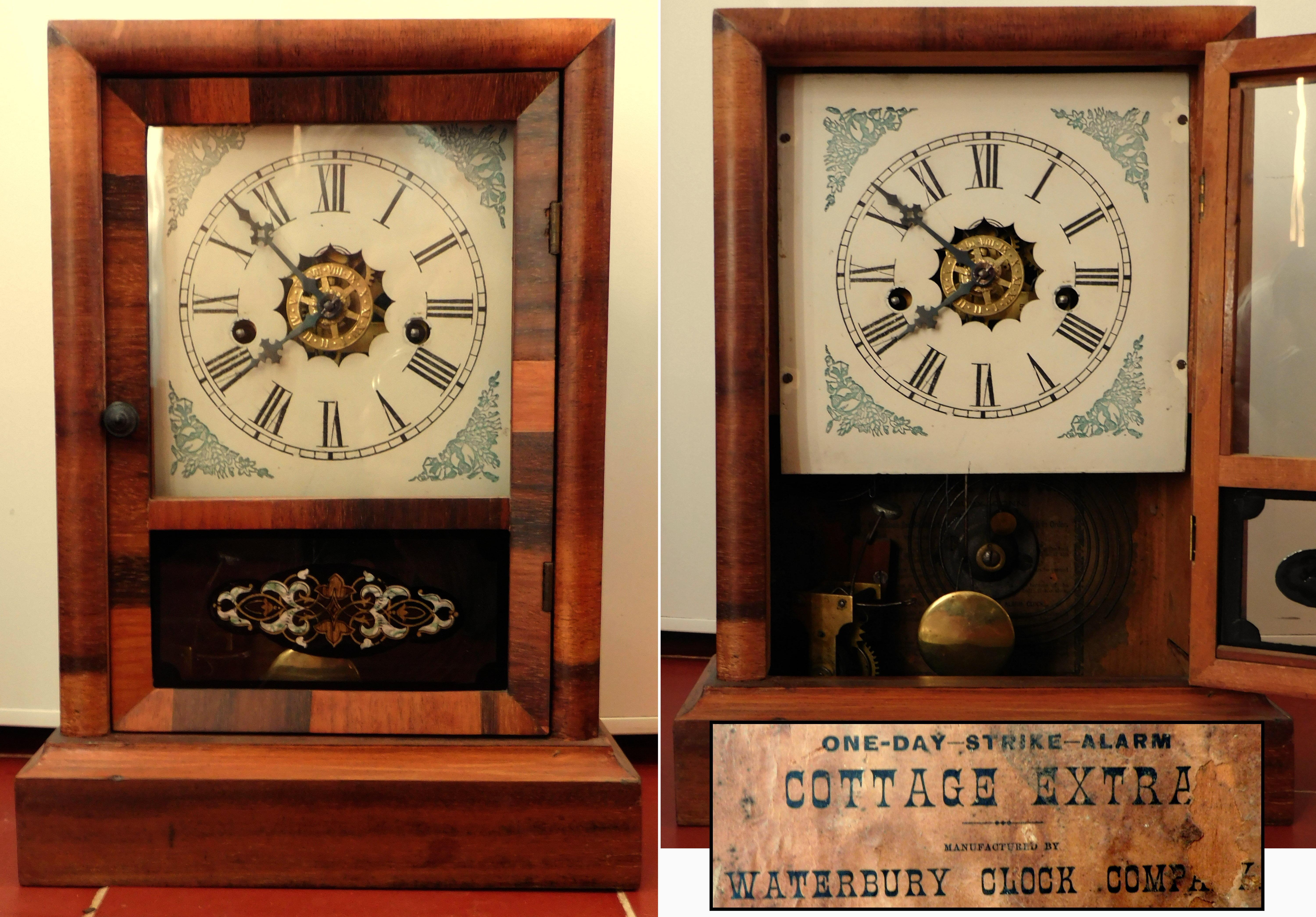
Amerikaanse klok met eendaagsuurwerk en wekkerwerk
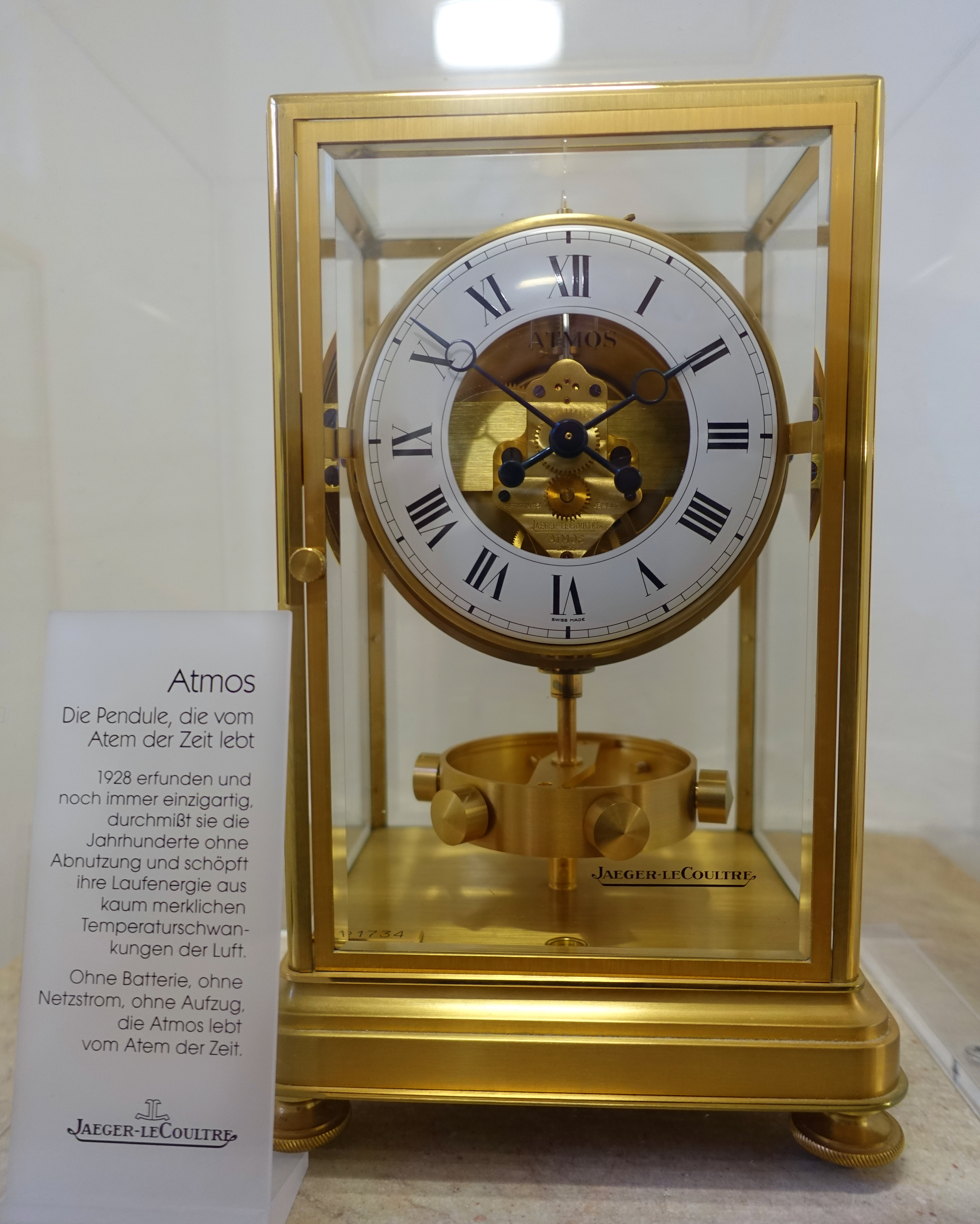
Atmos-klok, Jaeger-LeCoultre

## Energie
Een klok kan zijn energie betrekken uit een mechanische of een elektrische bron. Een mechanische bron is een gewicht of veer. Een elektrische bron vormen batterijen, accu's, het lichtnet of zonnecellen. Sommige horloges gebruiken armbewegingen om een veer op te winden of een accu op te laden.

## Anker
Onderstaand de werking van het echappement bestaande uit anker en tandwiel. Het anker houdt het tandwiel (ankerrad) bij elke tik even tegen, en geeft tevens de onrust (het gele wieltje in de afbeelding) telkens een klein zetje. Het anker gaat met een door de onrust bepaalde frequentie heen en weer.

## Slaguurwerk
Het slaguurwerk is een uurwerk dat op een mechanische wijze met behulp van een slagwerk geluiden produceert die aangeven hoe laat het op dat moment is. Dit gebeurt door een of meerdere slagen van een hamer op een bel, een toonstaaf of toonveer.
Sommige uurwerken maken de tijd op commando hoorbaar, door op een knop te drukken. Dit heet repetitiewerk.

## Op televisie
Klokken worden ook op televisie gebruikt. Een belangrijk voorbeeld van een dergelijke klok is een klok die in beeld verschijnt ongeveer vijf minuten voor de dagprogrammering, overigens komt er tegenwoordig eerst nog een programmaoverzicht voordat de klok in beeld verschijnt. Van de drie Nederlandse publieke zenders gebruiken alleen NPO 1 en NPO 2 nog dergelijke klokken (NPO 3 niet meer sinds 2000).
De hele jaren zeventig en begin jaren tachtig werden analoge klokken gebruikt. In de loop van 1984 kwamen de eerste digitale klokken op het scherm die met computers gesimuleerd worden; deze werden tot 15 maart 2010 gebruikt. De analoge klok werd na 1984 ook nog af en toe gebruikt tot ongeveer 1993. Een van deze analoge klokken kan bezichtigd worden in het Beeld en Geluid Experience. In de tentoonstelling van dit museum staat een apparaat waarmee geschakeld kon worden tussen klok en titelkaarten of idents. Het instituut heeft overigens ook andere klokken in bezit, maar deze maken geen deel uit van de tentoonstelling.

## Klokkenmusea
- Het Clockarium Museum, Schaarbeek (Brussel)
- Horlogeriemuseum, Mechelen
- Museum voor Uurwerken en Mechanische Muziekinstrumenten (kanton Bern, Zwitserland)
- Bily Clocks Museum, Spillville (Iowa) in de Verenigde Staten